# ناحیه هارتفورد، میشیگان
ناحیه هارتفورد (به انگلیسی: Hartford Township) یک منطقهٔ مسکونی در ایالات متحده آمریکا است که در شهرستان ون بیورن، میشیگان واقع شده‌است.
 ناحیه هارتفورد ۸۷٫۶ کیلومتر مربع مساحت و ۳,۲۷۴ نفر جمعیت دارد و ۲۰۸ متر بالاتر از سطح دریا واقع شده‌است.